# 宮成勝哉
宮成 勝哉（みやなり かつや、1879年（明治12年）5月7日 - 1942年（昭和17年）1月5日）は、大日本帝国陸軍軍人。最終階級は陸軍少将。

## 経歴・人物
福岡県出身。福岡県中学修猷館を経て、1902年（明治35年）陸軍士官学校第14期卒業。
1926年（大正15年）3月に陸軍輜重兵大佐・輜重兵第5大隊長、1930年（昭和5年）8月に輜重兵監部部員を経て、1931年（昭和6年）8月1日に陸軍少将に進級と同時に待命、同月29日に予備役に編入した。